# Oscarella viridis
Oscarella viridis är en svampdjursart som beskrevs av Muricy, Boury-Esnault, Bézac och Jean Vacelet 1996. Oscarella viridis ingår i släktet Oscarella och familjen Plakinidae. Inga underarter finns listade i Catalogue of Life.